# Procissão fúnebre
Uma procissão fúnebre é uma procissão, geralmente em veículos motorizados ou a pé, de uma funerária ou local de culto ao cemitério ou crematório. Em épocas anteriores, o falecido era normalmente carregado por membros da família do sexo masculino em um esquife ou em um caixão para o local de descanso final. Essa prática mudou ao longo do tempo para transportar o falecido em um carro funerário, enquanto familiares e amigos o seguem em seus veículos. A transição da procissão a pé para a procissão de carro pode ser atribuída a dois fatores principais; a mudança para o sepultamento ou cremação do corpo em locais distantes do local do enterro e principalmente a introdução de veículos motorizados e transporte público tornando inviáveis as procissões a pé pela rua.

## Hinduísmo

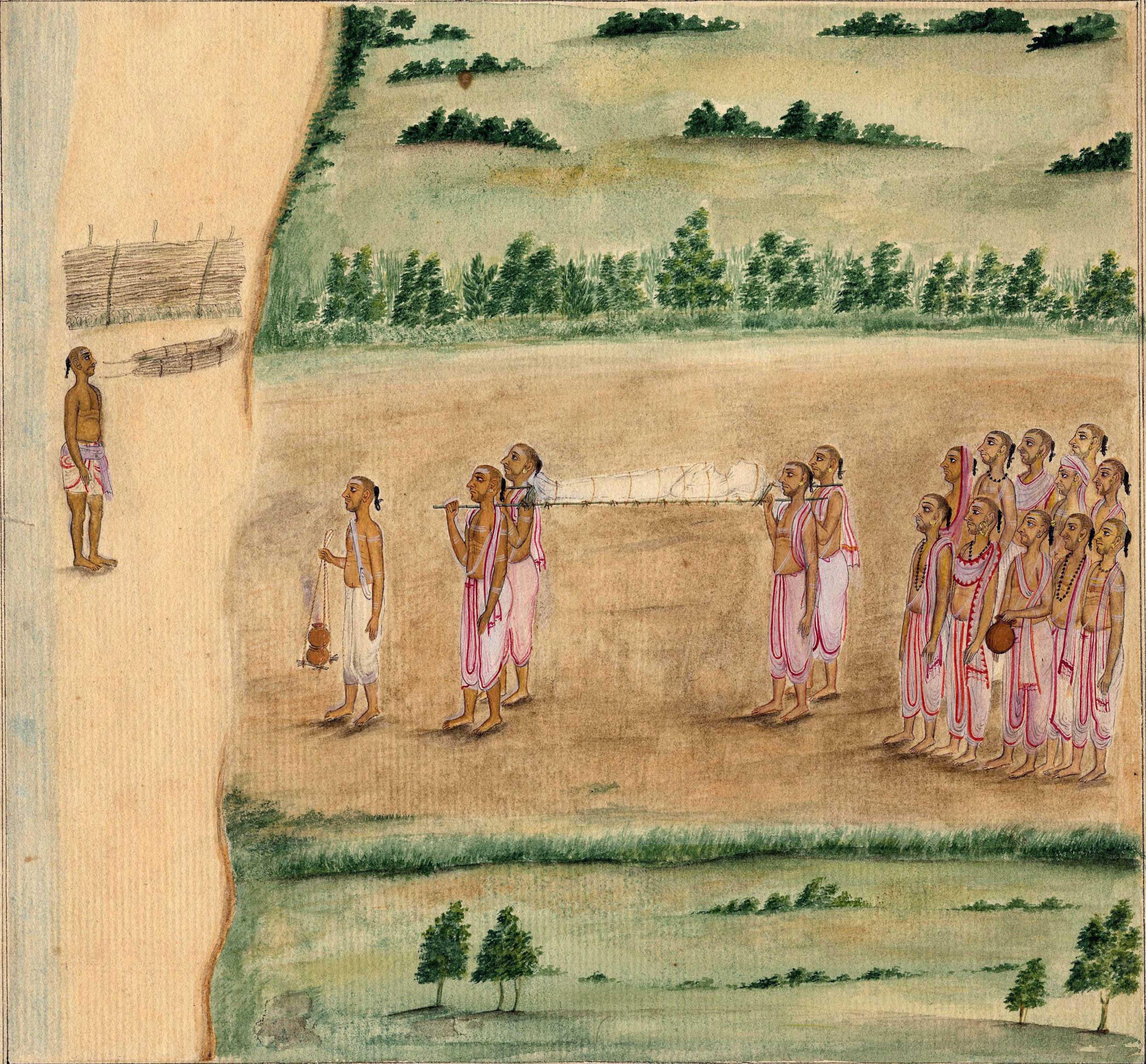
Uma procissão funerária hindu c.1820

A cidade indiana de Banāras é conhecida como o Grande Campo de Cremação porque contém Manikarnikā, o local onde os hindus trazem o falecido para cremação. Manikarnikā está localizado no centro da cidade ao longo do rio Ganges. O cortejo fúnebre normalmente ocorre da casa do falecido até o local de cremação e normalmente é um evento exclusivamente masculino. O filho mais velho lidera a procissão seguido por outros. Ao contrário das tradições ocidentais, a procissão sai o mais rápido possível após a morte e os enlutados cantam o nome de deus a caminho do crematório. O próprio corpo é banhado e envolto em um lençol branco, levado para o campo de cremação em uma maca de bambu. O filho que conduz a procissão carrega uma panela de fogo quando sai de casa, que é usada para acender a pira funerária. A procissão termina em Manikarnikā, onde o corpo é mergulhado no rio Ganges, depois aspergido com óleo de sândalo e coberto com guirlandas de flores antes de ser cremado.
Em tempos e lugares mais modernos fora da Índia, as tradições domésticas de decorar o corpo, circundar e oferecer bolinhos de arroz ocorrem na casa da família ou na funerária, em vez de no local da cremação. Não há grande procissão, mas os membros masculinos da família carregam o caixão de casa para o carro funerário e depois seguem em carros para o crematório. O caixão é novamente carregado pelos homens do carro funerário para a capela do crematório. O chefe enlutado e os membros da família do sexo masculino acionarão o interruptor para acender o cremador após a cerimônia fúnebre. Em alguns casos, a família viajará mais longe para espalhar as cinzas do falecido em um rio sagrado. No entanto, se optarem por não fazê-lo, as cinzas serão espalhadas no mar ou em um rio próximo.

## Islamismo
Na religião islâmica, o cortejo fúnebre é um ato virtuoso que normalmente envolve uma grande participação de outros muçulmanos. Tradições que foram iniciadas pelo Profeta são o que incitou os muçulmanos a participar da procissão. Os muçulmanos acreditam que, seguindo o cortejo fúnebre, orando sobre o corpo e participando do enterro, pode-se receber quīrāts (recompensas) para colocá-los em bom favor de Alá. As procissões fúnebres de figuras proeminentes da sociedade islâmica atraíam grandes multidões porque muitas pessoas queriam homenagear o falecido. O número de pessoas que assistem ao funeral pode ser considerado uma marca de posição social, sendo que quanto mais conhecido e influente, maior a probabilidade de as pessoas comparecerem. Em alguns casos, o governador pode insistir em liderar o cortejo fúnebre para homens de alta proeminência, mesmo que isso seja contra a vontade da família do falecido. As procissões fúnebres muçulmanas também podem atrair pessoas de outras religiões às vezes, se o falecido for bem conhecido na sociedade. No entanto, os muçulmanos sempre serão os que carregarão o corpo em uma cama, enquanto outras religiões podem seguir ao lado, geralmente ficando em seus próprios grupos. As procissões fúnebres islâmicas foram vistas como semelhantes às da antiguidade tardia de Alexandria, sendo que toda a cidade participaria da procissão e luzes e incenso também seriam usados.

## Cristianismo

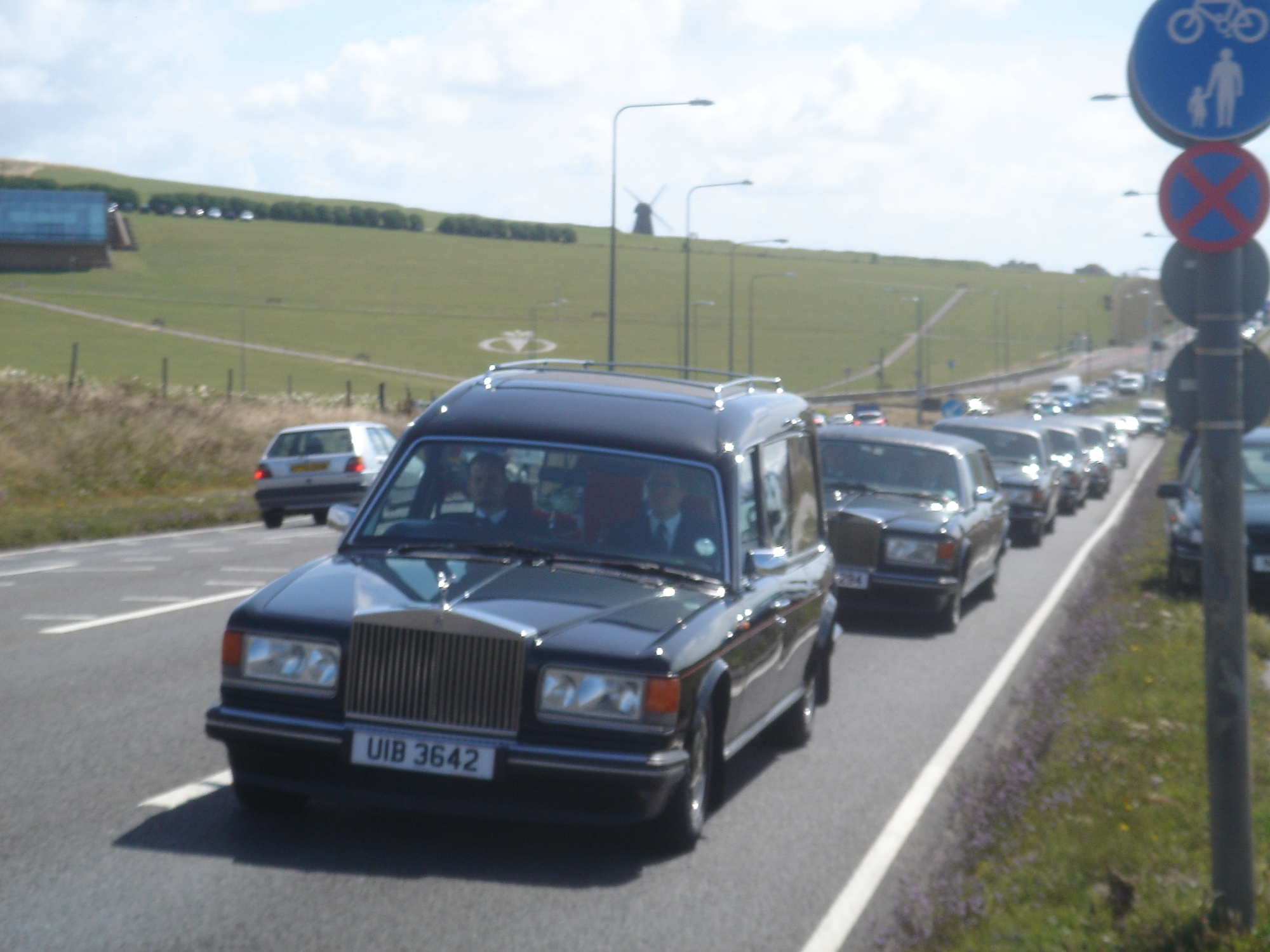
Procissão fúnebre cristã de carro

Na religião cristã, a procissão fúnebre era originalmente da casa do falecido para a igreja porque esta era a única procissão associada ao enterro. Isso porque o sepultamento ocorreu na propriedade da igreja, então não houve procissão que ocorreu após o serviço fúnebre. Mais tarde, como os falecidos começaram a ser sepultados em cemitérios que não estavam na igreja, considerou-se que o cortejo fúnebre principal era da igreja até o local do sepultamento. Esta mudança deveu-se principalmente à influência monástica ao longo do tempo. Quando o local de sepultamento era na igreja ou nas proximidades, o corpo era levado para a sepultura. Aqueles que carregavam o caixão eram conduzidos por outros que carregavam velas de cera e incenso. O incenso significa um sinal de honra para o falecido. Salmos e antífonas também foram cantados ao longo do caminho. Uma antífona que tem sido usada em procissões fúnebres por muito tempo é chamada In Paradisum :
| “ | Que os anjos te levem ao paraíso que os mártires venham recebê-lo e levá-lo para a cidade santa, a nova e eterna Jerusalém. | ” |

Nos dias modernos, a procissão fúnebre não é mais comum ou praticada da mesma maneira. Agora, um carro funerário é usado para transportar o corpo para o túmulo. A procissão consiste em levar o caixão da igreja para o carro funerário e depois do carro funerário para o túmulo uma vez no cemitério. Os familiares e amigos do sexo masculino são normalmente os que carregam o caixão.

## Budismo/Xintoísmo (Japão)

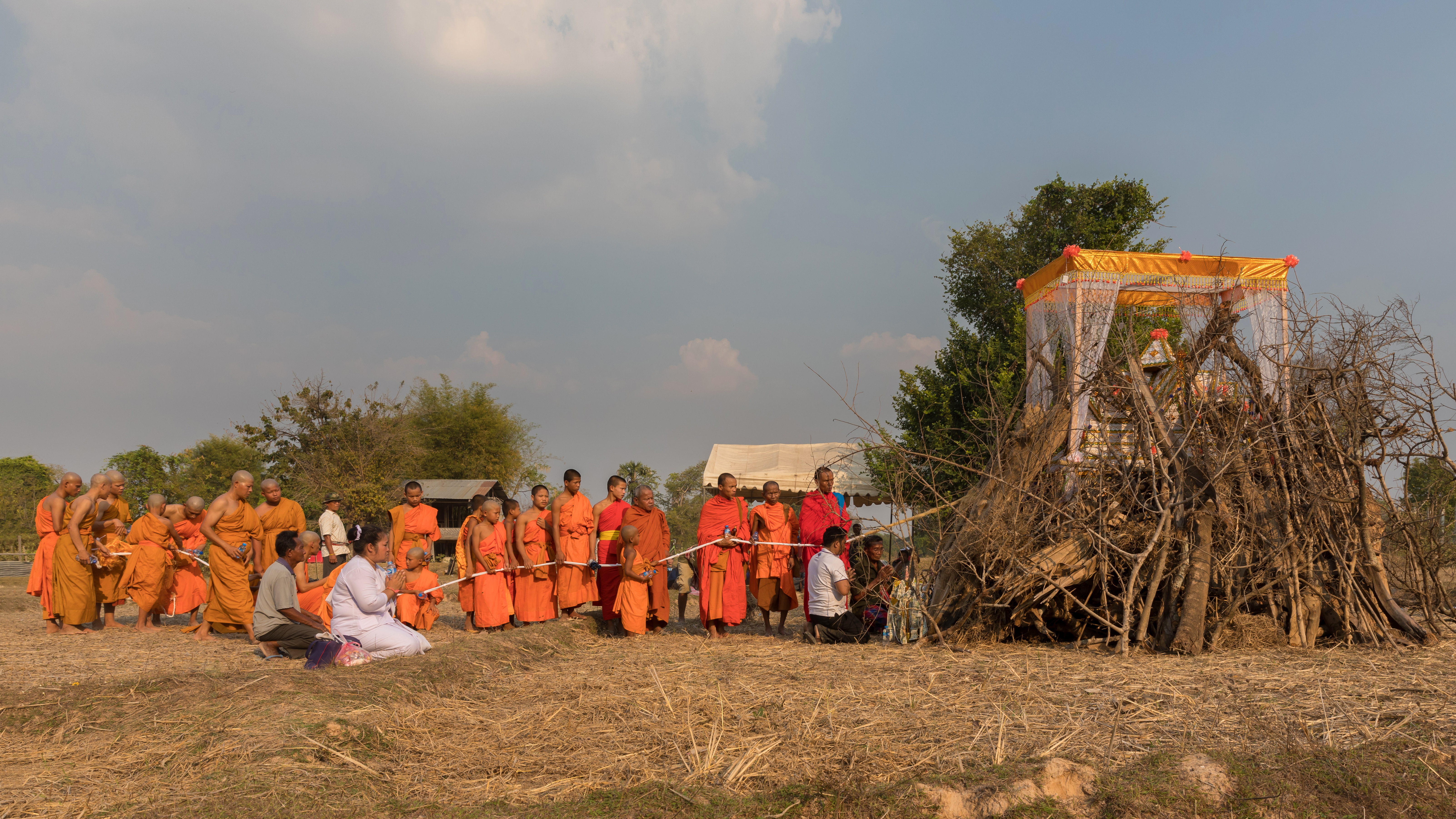
Procissão fúnebre de monges budistas antes de acender a pira para cremação em Don Det, Laos

Depois que uma pessoa morre, a primeira coisa a ser feita é escolher duas pessoas para se encarregarem de fazer todos os preparativos para os eventos fúnebres que virão. Os parentes principais se encarregam de enclausurar o corpo e os parentes do sexo feminino confeccionam as roupas da morte que o falecido usará. Uma vez que o corpo está preparado, ocorre o velório. Isso acontece na noite anterior à procissão e dura a noite toda. Normalmente parentes e vizinhos comparecem e são servidos alimentos e bebidas alcoólicas. Na manhã seguinte, às 10h, começa o cortejo fúnebre. Coolies (trabalhadores) são contratados e divididos em dois grupos; o grupo rokushaku carrega o palanquim e o caixão e o grupo hirabito carrega o papel e flores frescas e lanternas. Antes de partir para o templo, o sacerdote entoará sutras. A ordem em que a procissão prossegue é primeiro os que carregam as lanternas, depois as flores, depois os pássaros que são soltos para trazer mérito ao falecido, os queimadores de incenso, a placa memorial e depois o caixão. Os parentes do sexo masculino são as únicas pessoas que carregam itens na procissão enquanto as mulheres andam em riquixás seguindo o caixão. O herdeiro masculino do falecido carrega a placa memorial, que é coberta de seda fina. Os homens da procissão usam roupas formais com o brasão da família. Inicialmente, a família e os vizinhos caminhavam com a procissão até o templo, no entanto, durante a era Taishō, as pessoas desciam da procissão ao longo do caminho e pegavam um trem para o templo para esperar a procissão chegar. A família e amigos próximos do falecido ficariam com a procissão durante todo o caminho. A procissão termina quando chega ao templo onde será realizado o funeral.
Durante a era Taishō, os funerais começaram a sofrer muitas mudanças, sendo uma das maiores a eliminação do cortejo fúnebre. As procissões fúnebres eram extremamente proeminentes durante a era Meiji e parte da razão para se livrar delas era se afastar da elaboração daquele período de tempo e adotar práticas mais simplistas. Outra razão principal para a eliminação das procissões foi o aumento do transporte público e veículos motorizados, tornando as ruas muito congestionadas para que grandes procissões ocorressem. À medida que as práticas funerárias se afastavam da procissão, kokubetsu-shiki (cerimônias de despedida em casa) começaram a tomar seu lugar. Essas cerimônias podiam ser realizadas na casa da família, mas às vezes eram realizadas na funerária ou no templo para substituir o luto que o cortejo fúnebre costumava realizar. Estas cerimónias de despedida serviram também para prestar condolências à família enlutada num aspecto social. Não havendo mais procissão, as flores reais e de papel que eram transportadas começaram a ser usadas para decorar o altar do templo. O costume de colocar uma imagem do falecido no altar também começou nesse período. No geral, as mudanças no cortejo fúnebre foram atribuídas principalmente a "condições sociais externas" e não a opiniões públicas.

## Judaísmo
De acordo com a lei judaica, o falecido deve ser enterrado o mais rápido possível, para que o tempo entre a morte e o enterro seja curto. O enterro não pode ocorrer no sábado ou em qualquer feriado judaico. O serviço fúnebre é breve e normalmente ocorre em uma casa funerária, mas às vezes é realizado na sinagoga ou cemitério. A rota do cortejo fúnebre vai da funerária ou sinagoga até o local do enterro e os carregadores do caixão são os membros masculinos da família e amigos do falecido. É tradicional parar sete vezes ao longo da rota da procissão em lugares significativos para recitar salmos. O Salmo 91:1, "Ó tu que habitas na cobertura do Altíssimo" é um salmo muito comum de se recitar. A prática de parar sete vezes durante a procissão é derivada da procissão fúnebre do patriarca Jacó. Durante sua procissão fúnebre do Egito a Canaã (Erets Yisrael - Terra de Israel, mais tarde "Síria Palestina" por volta de 135 d.C. por Adriano, imperador romano após uma fracassada rebelião da Judéia contra o Império Romano), o grupo parou por sete dias para atravessar o Rio Jordão na "Terra Prometida". Essas pausas ao longo do caminho também servem para dar aos enlutados a chance de parar nos diferentes lugares para refletir sobre a vida do falecido.